# Hjørring Stadion
Hjørring Stadion eller Nord Energi Arena er et fodboldstadion i Hjørring og hjemsted for byens fodboldklubber Gjensidige Kvindeligaen-klubben Fortuna Hjørring samt NordicBet Liga klubben Vendsyssel FF. Stadion bruges ligeledes i forbindelse med den internationale fodboldturnering Dana Cup, hvor der blandt andet spilles finalekampe på banen.
Fodboldstadion har en tilskuerkapacitet på 10.000 (ca. 3.050 siddepladser).
Fodboldbanen på 105 x 68 meter har banevarme og stadionets lysprojektører kan lyse med 1000 lux. Stadionrekorden er 6.415 tilskuere i en kamp mellem Vendsyssel FF og Aab (6. aug. 2018).

## Fremtidsplaner
Lokalt i Hjørring Kommune diskuteres muligheden for at renovere og udvide eller at opføre et nyt stadion. I september 2011 blev det afgjort at Hjørring skulle have et nyt stadion, i tilknytning til Park Vendia, der skulle stå færdig i 2013. Planen er dog ændret da Hjørring Kommune kom i uføre med hensyn til økonomien til opførelsen af det nye stadion. Kommunen har derfor lagt stadion-planerne på hylden indtil økonomien tillader opførelsen. De seneste meldinger går på at det eksisterende stadion i stedet bliver renoveret.
Den 29. maj 2013 besluttede Hjørring byråd at renovere det gamle stadion. Byrådet forelægges tre modeller, hvori bl.a. Hjørring Private Realskole (HPR) og VUC og HF Nordjylland i det ene forslag, tilbyder at købe hele eller dele af stadion, men byrådet beslutter, at man ønsker at indgå i et samarbejdsprojekt, hvor der opføres en ny og tidsvarende tribune for kommunale midler, mens HPR og VUC betaler for opførelsen af to idrætshaller. Samlet er der tale om en investering på over 30 mio. kroner, hvor parterne betaler ca. 1/3 hver. Samtidig bliver reklamebanderne rykket tættere på banen, så publikum får bedre udsyn. Det nye stadion blev indviet den 8. august 2015 af bl.a. Hjørring Borgmester Arne Boelt og repræsentanter fra HPR og VUC. Herefter der var en fodboldkamp mellem bygherrerne og firmaet Lund og Staun som stod for byggeriet.. I 2019 blev stadionet yderligere udbygget med en ny endetribune mod nord og med en udvidelse af langsiden mod øst.